# 1727
Cette page concerne l'année 1727  du calendrier grégorien.
L'année 1727 est une année commune qui commence un mercredi.

## Événements
- 1er janvier : fondation de Cuiabá, au Mato Grosso (Brésil)[1].
- 22 mars : la mort du sultan Ismail du Maroc après cinquante ans de règne favorise les révoltes des mécontents et envenime les querelles entre ses fils. La garde noire, consciente de sa force, intervient dans la politique marocaine. Elle désigne d’abord comme souverain Mulay Ahmed, puis le remplace par son frère Abd-el-Malik (mars 1728) qui cède de nouveau la place à Mulay Ahmed (mort en mars 1729)[2]. Début d'une période d'anarchie au Maroc (fin en 1757). Poussée des Berbères montagnards vers les plaines atlantiques, chassés par la surpopulation et la sécheresse[3].
- 1er août, Inde : les Marathes envahissent le Goujerat et le Khandesh[4].
- 20 août (10 août du calendrier julien) : signature d’un traité préliminaire entre la Russie et la Chine sur les bords de la Bura, affluent de la Selenga[5] qui fixe les principes de délimitation de la frontière entre la Mongolie sur le cours supérieur de l'Argoun (ou le 30 août)[6].
- 17-21 septembre : construction de Fort Beauharnois sur le Mississippi par René Boucher de la Perrière[7].
- 3 octobre : traité de paix entre le Chah afghan de Perse Ashraf et les Ottomans à Hamadan[8].
- 1er novembre (21 octobre du calendrier julien) : signature du traité de Kiakhta entre la Chine et la Russie, ratifié par le tsar Pierre II de Russie le 6 juin 1728[9] et par la Chine le 21 mai 1728. Fondation d’un comptoir Russe à Pékin et établissement de relations commerciales par Kiakhta[5]. Les Russes fournissent aux Chinois des fourrures, des cuirs, des bois et reçoivent du thé, du coton, de la soie et des porcelaines. Le traité définit la frontière entre l’empire russe et la Mongolie. La Russie reconnaît l’annexion des khanats Khalkhas par les Mandchous. De nouvelles loi sont introduites pour surveiller les frontières, les deux parties s’engageant refouler ou à exécuter ceux qui passent la frontière sans autorisation (les Russes appliqueront mal cette clause : en 1727, 1000 Oïrats de Mongolie s’établissent au-delà du lac Baïkal sans encourir l’extradition). Les Mandchous peuvent concentrer leurs forces contre le khan de Dzoungarie.
- 18 novembre :
  - un tremblement de terre fait 77 000 victimes à Tabriz en Iran[10].
  - Inde : fondation de Jaipur, ville résidentielle des Râjput, par Jai Singh II[11]. La ville est construite de larges rues et constituée de plusieurs espaces rectangulaires alignés, dont l’un entoure le palais.

- À la mort de Tsewang Rabtan, khan de Dzoungarie, son fils aîné Galdan Tseren lui succède avec l’ambition de rendre à la Mongolie son unité et son indépendance (fin en 1748). Il favorise les rapports entre Oïrat et Russes. Il octroie des privilèges aux commerçants russes, favorise la construction de dépôts et assure leur sécurité. L’économie du khanat de Dzoungarie en est favorisée[12].
- Rébellion du général Thip, qui défait une armée birmane et se proclame roi de Lampang[13]. Le Lanna, dans le nord de l'actuelle Thaïlande, redevient indépendant après plus de 175 ans de domination birmane.
- Le café est introduit au Brésil par la Guyane[14].

### Europe
- Février : la diète de Courlande rejette Menchikov, candidat de Catherine Ire et confirme l’élection de Maurice de Saxe[15].

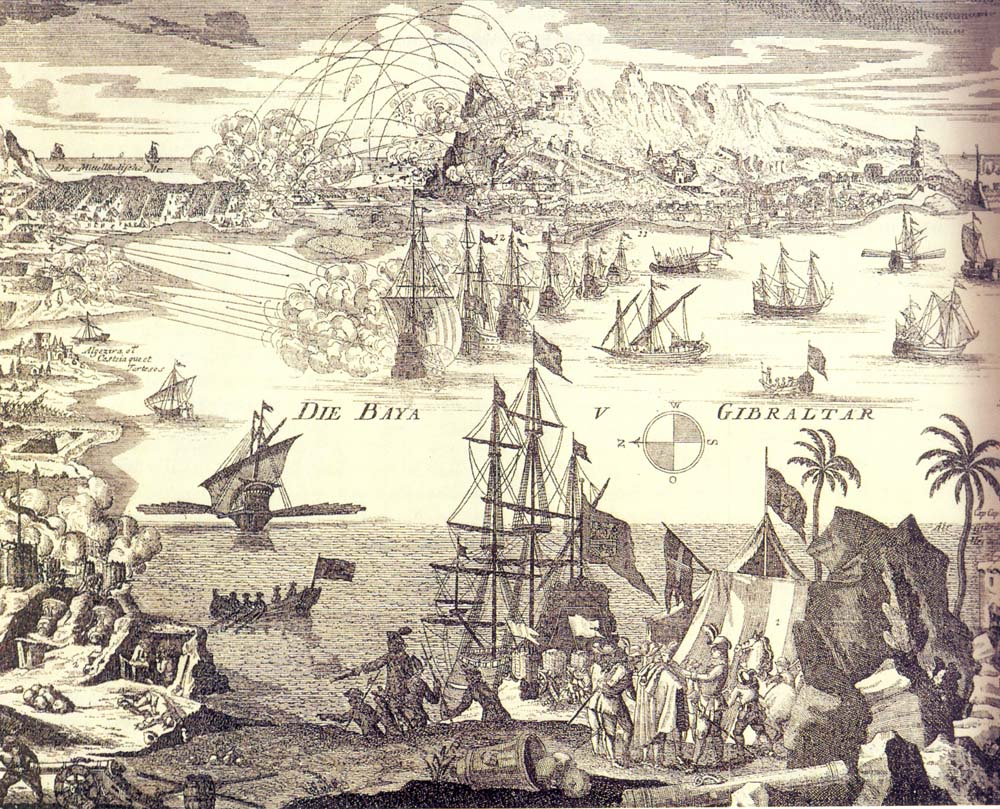
22 février : siège de Gibraltar

- 22 février : l’Espagne met le siège devant Gibraltar[16]. Début de la guerre entre la Grande-Bretagne et l'Espagne pour Gibraltar.
- 25 mars (14 mars du calendrier julien) : accession de la Suède au traité de Hanovre de 1725, sous l'influence de Arvid Horn[17].
- 18 avril : traité de Copenhague. Accession du Danemark au traité de Hanovre de 1725[18].
- 17 mai (6 mai du calendrier julien) : mort de Catherine de Russie[16]. Début du règne de Pierre II de Russie (fin en 1730).
- 26 mai, Russie : Menchikov, tout puissant, fait exiler Pierre Tolstoï[19].
- 31 mai : préliminaires de paix de Paris entre le Royaume-Uni et l'Espagne ; une suspension d'armes est décidée le 13 juin suivant, mais le roi d'Espagne refuse de le ratifier. La décision de lever le siège de Gibraltar n'est prise que le 6 mars 1728, lors de la convention du Pardo[16]. Sous la pression de la Grande-Bretagne, l’Autriche accepte de geler pour sept ans la compagnie d'Ostende[20].
- 26 juin : début du règne de George II de Grande-Bretagne (fin en 1760)[21]. Couronnement le 22 octobre.
- 17 juillet : Simon van Slingelandt (en) devient grand pensionnaire aux Provinces-Unies (fin le 1er décembre 1736)[22]. Échec de ses projets de réforme fiscale.
- 14 août - 17 octobre : élections générales au Royaume-Uni[23].

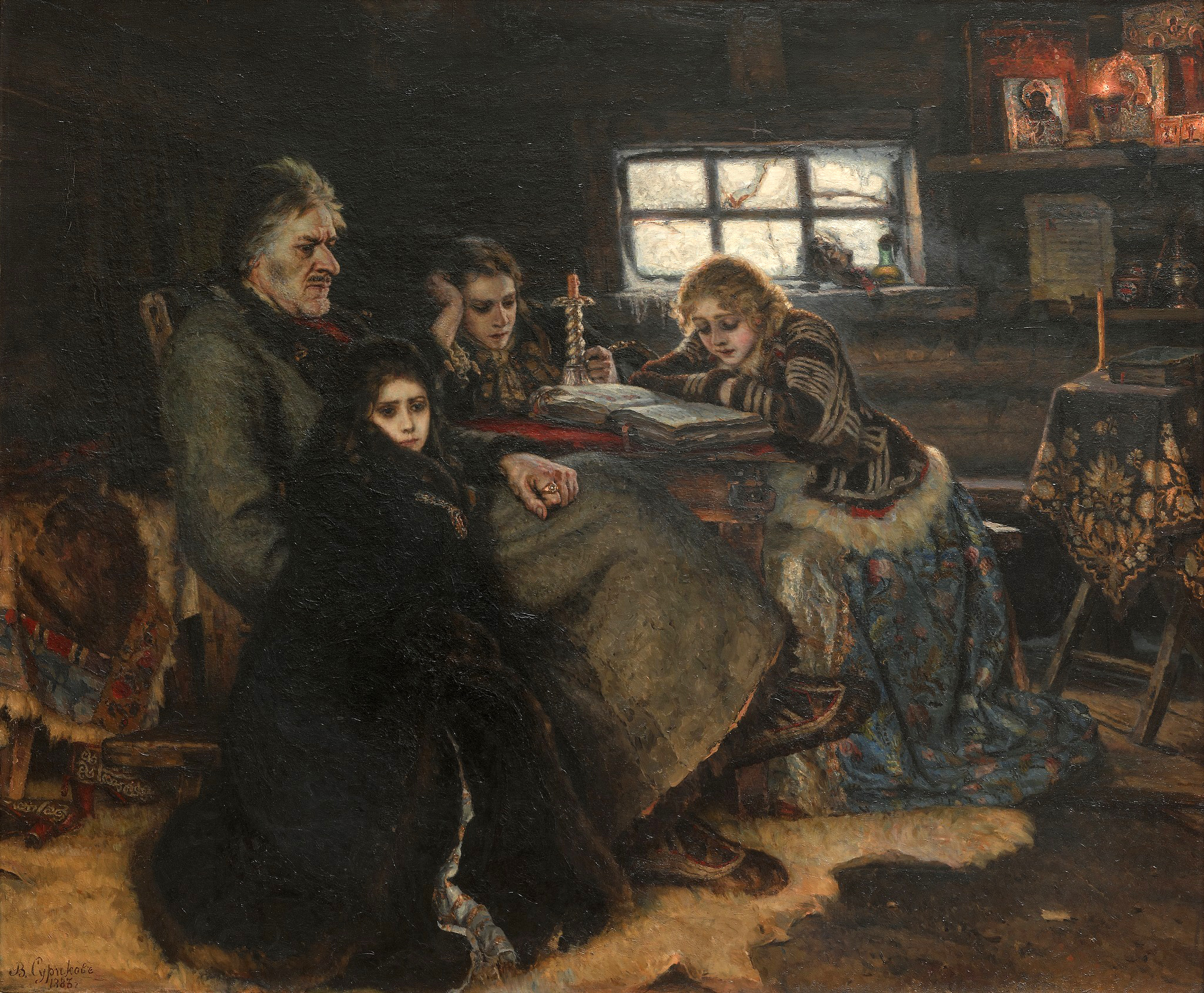
Menchikov en exil.

- 20 septembre[24] (9 septembre du calendrier julien), Russie : Menchikov est arrêté, puis déporté en Sibérie par les antiréformistes. Le pouvoir passe à la vieille aristocratie moscovite (Dolgorouki), et la capitale est retransférée à Moscou.
- 12 octobre : traité secret de Wusterhausen, ratifié par le traité de Berlin du 23 décembre 1728. Frédéric-Guillaume Ier de Prusse, de crainte d'être utilisé par les États occidentaux contre la Russie et l'Empereur, s'unit à l'Autriche en reconnaissant la Pragmatique Sanction contre la promesse d’obtenir le duché de Berg[18].

- Le Conseil Suprême privé de Russie ordonne la publication de « la Pierre angulaire de la foi », œuvre défendant une orthodoxie stricte contre les tendances réformistes[25].

## Naissances en 1727
- 2 janvier : James Wolfe, militaire britannique († 13 septembre 1759).
- 28 mars : Maximilien III Joseph de Bavière, († 30 décembre 1777).
- 14 mai :
  - Thomas Gainsborough, peintre britannique († 2 août 1788).
  - Jacques Gabriel Louis Leclerc de Juigné, militaire français († 4 ou 14 août 1807).
- 1er juin : Francesco Casanova, peintre de batailles († 8 juillet 1803).
- 29 juillet : Guillaume François Charles Goupil de Préfelne, homme politique français († 18 février 1801).
- 14 août : Marie Louise Élisabeth († 6 décembre 1759) et Anne Henriette († 10 février 1752), jumelles, filles du roi Louis XV de France et de Marie Leszczyńska.
- 30 août : Giandomenico Tiepolo, peintre et graveur rococo italien († 3 mars 1804).
- 20 septembre : Mateo de Toro Zambrano, commerçant et homme politique chilien († 26 février 1811).
- 21 septembre : Francesco Bartolozzi, graveur italien († 7 mars 1815).
- 9 octobre : Étienne-Charles de Loménie de Brienne, cardinal et homme politique français († 19 février 1794).
- 2 novembre : Giuliano Traballesi, peintre et graveur italien du baroque tardif († 1812).
- 10 novembre : Jean-Antoine Morand, artiste, ingénieur, architecte, urbaniste et promoteur français († 24 janvier 1794).
- 18 novembre : Philibert Commerson, explorateur et naturaliste français († 1773).
- 23 novembre : Jean-Baptiste Gibrat, prêtre français († 26 août 1803).
- 14 décembre : François-Hubert Drouais, peintre français († 21 octobre 1775).
- Date précise inconnue :
  - Giovanni Battista Cipriani, graveur et peintre rococo et néoclassique italien († 14 décembre 1785).

## Décès en 1727
- 4 mars : Nicolas de Malézieu, mathématicien et littérateur français académicien français, (fauteuil 33) (° septembre 1650).
- 31 mars : Isaac Newton, philosophe et scientifique britannique (° 4 janvier 1643).
- 12 avril : Antoine Dieu, peintre français (° 1662).
- 1er mai : François de Pâris, diacre français, personnalité du jansénisme (° 3 juin 1690).
- 17 mai : Catherine Ire, tsarine de Russie (° 15 avril 1684).
- 2 juin : Johan Gabriel Sparwenfeld, orientaliste, diplomate et linguiste suédois (° 17 juillet 1655).
- 8 juin : August Hermann Francke, philanthrope, piétiste et théologien allemand (° 22 mars 1663).
- 22 juin[26] : George Ier de Grande-Bretagne (° 28 mai 1660).
- 14 août : William Croft, compositeur anglais (° 30 décembre 1678).
- 22 août : Mattia Battini, peintre rococo italien (° 1666).
- 27 août : Arent de Gelder, peintre néerlandais (° 26 octobre 1645).
- ? août : Theobaldo di Gatti, musicien français de naissance italienne (° vers 1650).
- 8 septembre : Giuseppe Bartolomeo Chiari, peintre italien (° 10 mars 1654).
- 27 octobre : Joseph de Torres y Vergara, organiste et compositeur mexicain (° 1661).
- 6 novembre : Johann Sigismund Kusser, musicien allemand (° 13 février 1660).
- Date précise inconnue :
  - Giovanni Antonio Burrini, peintre italien de l'école de Bologne (° 1656).
  - Jan Frans van Douven, peintre de portraits des Pays-Bas méridionaux (° 2 mars 1656).
  - Ufrani, chroniqueur marocain (° 1672).
  - Elizabeth Wardlaw, poétesse écossaise.
- Vers 1727 :
- Cornelis de Bruijn, graveur, peintre, voyageur et écrivain néerlandais (° 1652).